# Basislinie Solitude-Allee

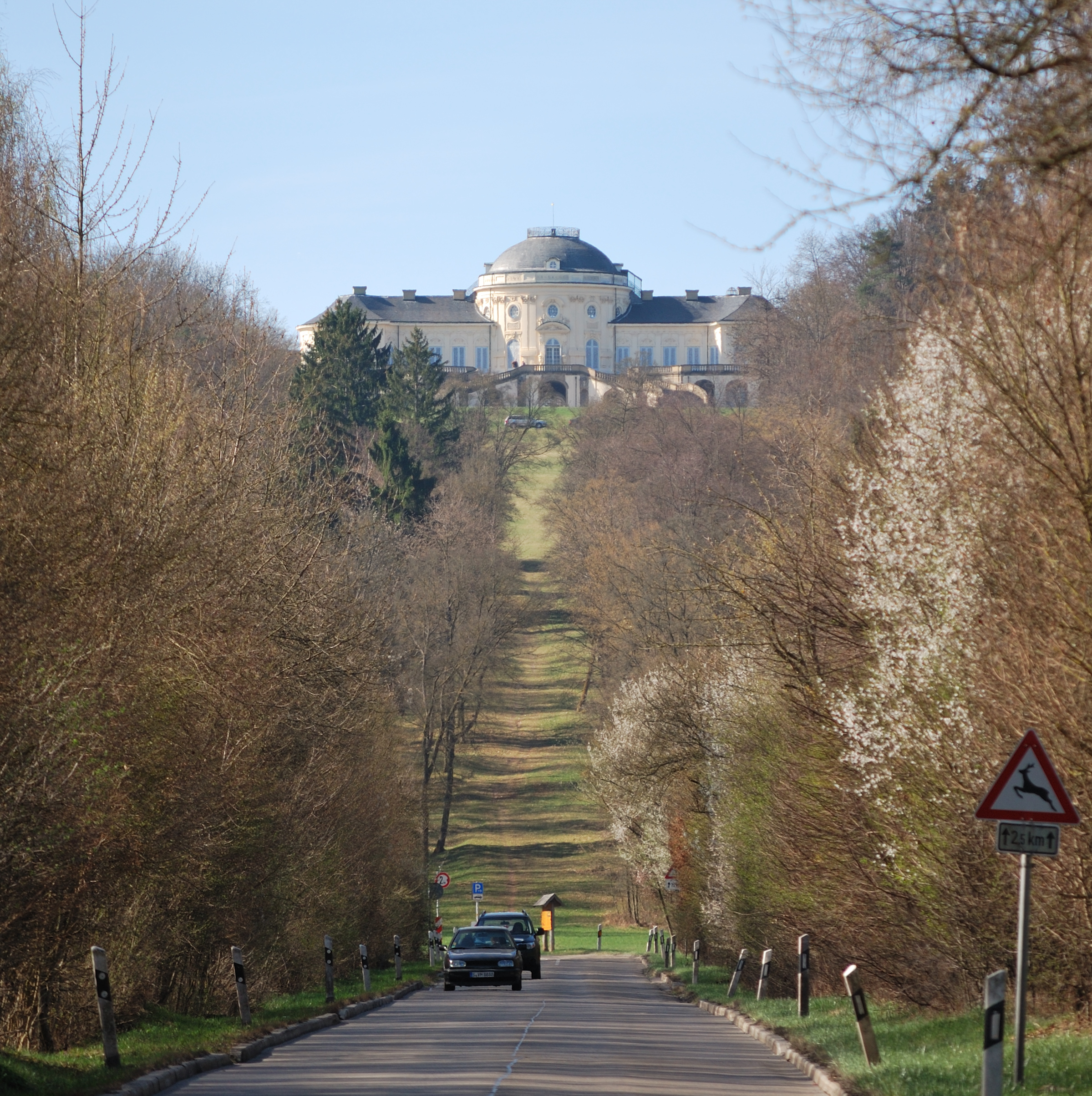
Blick von der Allee auf Schloss Solitude, Startpunkt der Basislinie

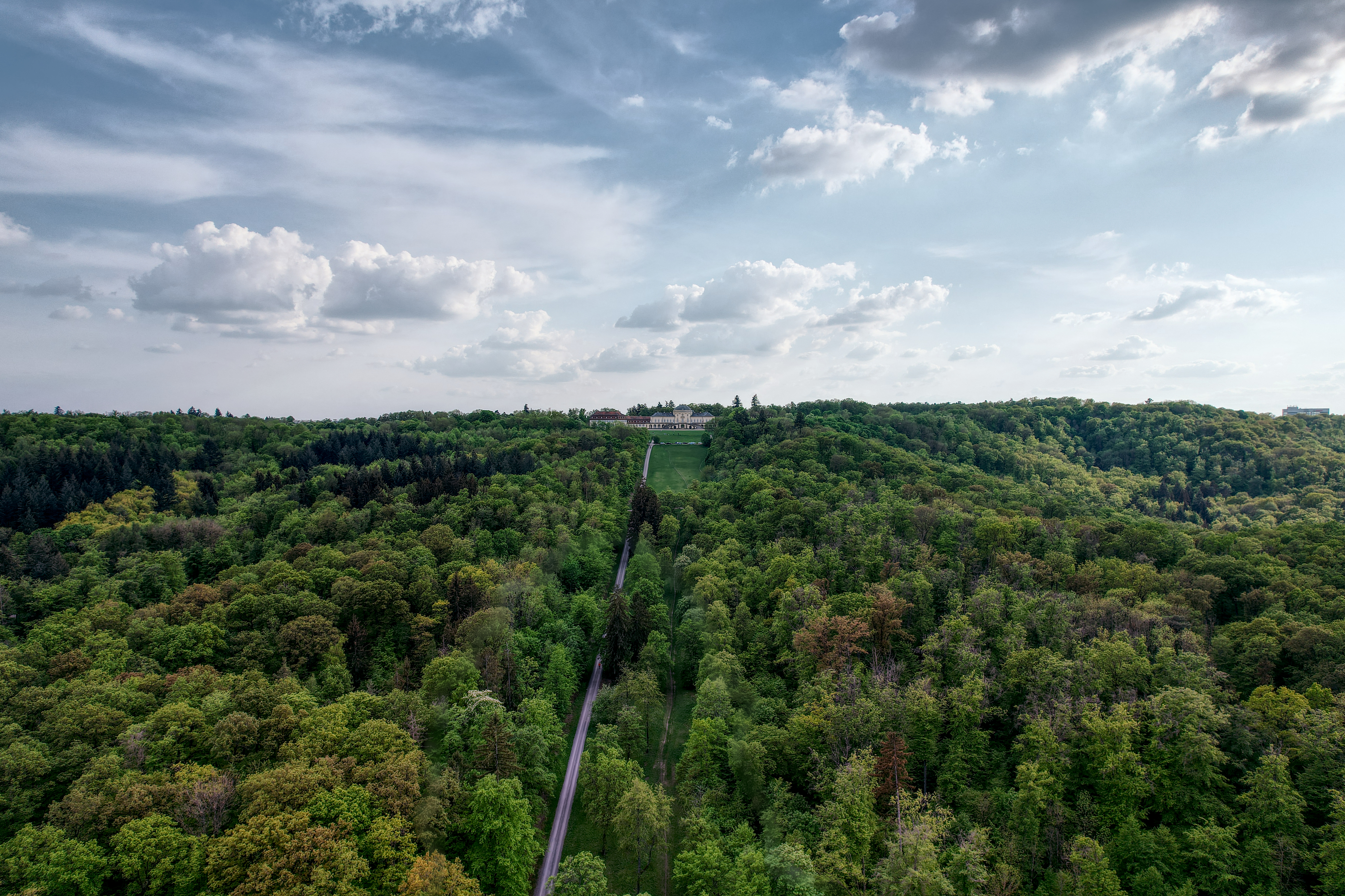
Ludwigsburger Allee unterhalb von Schloss Solitude

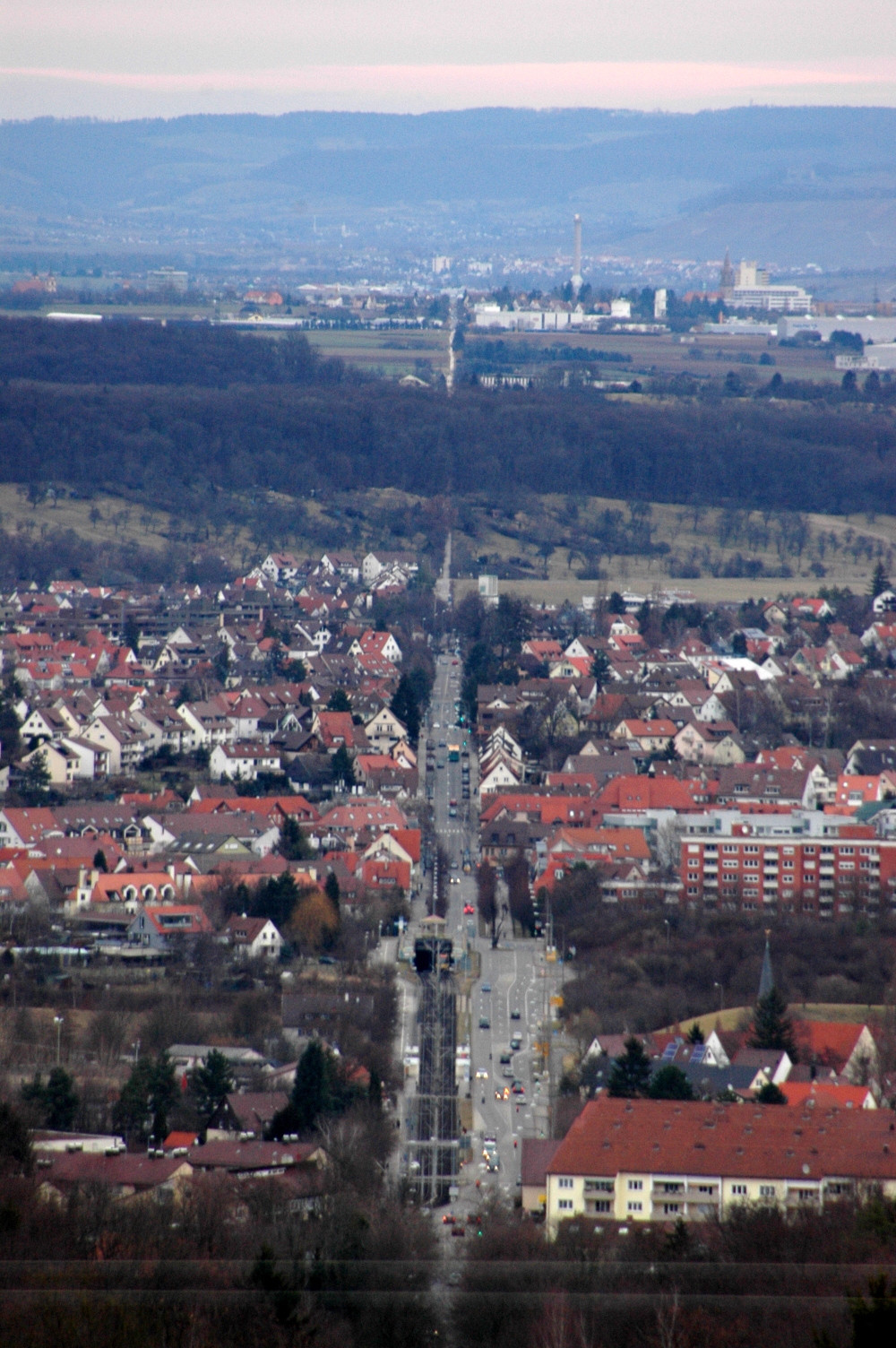
Blick von Schloss Solitude über die 13 Kilometer lange Basislinie

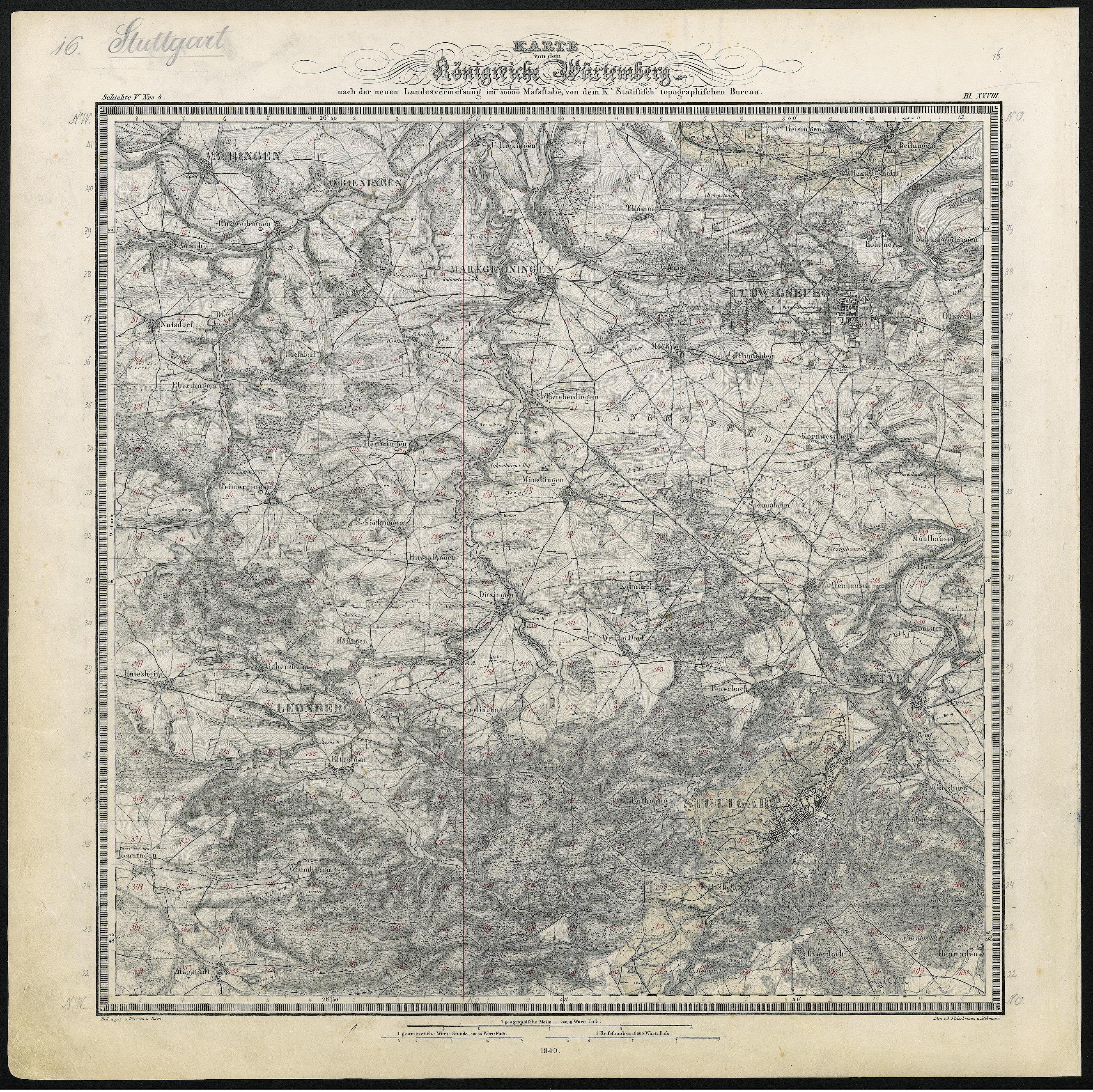
Solitude-Allee auf Blatt 16 (1840) des Topographischen Atlas’ mit markiertem Endpunkt vor Ludwigsburg, der roten Nulllinie der Quadranten und den Grenzen der Flurkarten

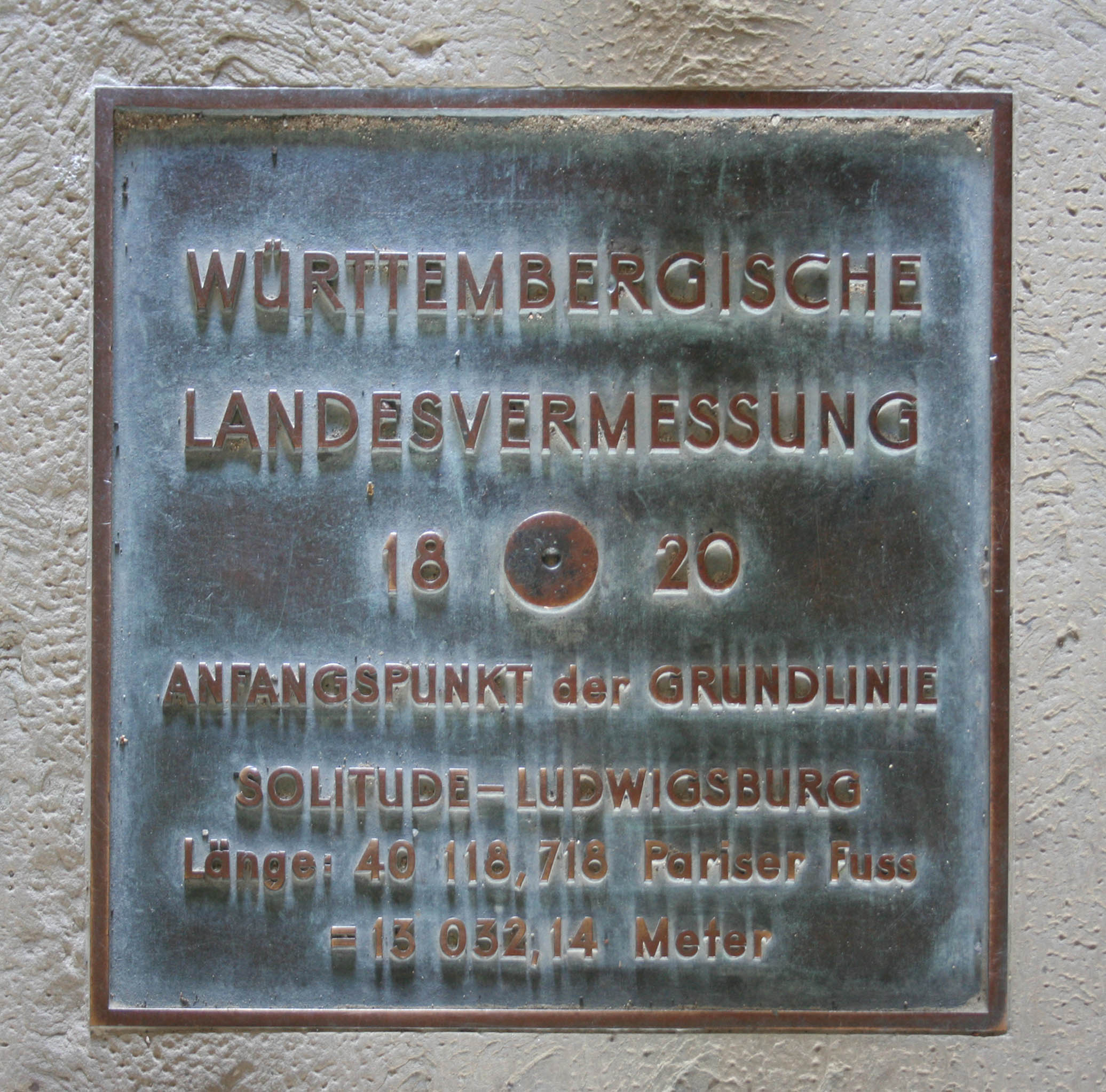
Gedenktafel mit Startpunkt auf Schloss Solitude

Die Solitude-Allee, 1768 als Verbindungsachse zwischen Schloss Solitude und Ludwigsburg angelegt, diente ab 1820 als Basislinie der Württembergischen Landesvermessung.

## Verlauf
Die Solitude-Allee führt heute als unbefestigter Weg vom Nordtor des an der Keuperstufe gelegenen Schlosses Solitude steil den Hang hinunter und vereinigt sich an dessen Fuß mit der Bergheimer Steige. Ab dem Weilimdorfer Ortsteil Bergheim heißt sie Solitudestraße und behält diese Bezeichnung durch den Ortsteil Wolfbusch und den Ortskern von Weilimdorf bis zur Markungsgrenze von Korntal. Ab hier lautet ihr Straßenname Solitudeallee. Bei Stuttgart-Neuwirtshaus kreuzt sie im rechten Winkel die ehemalige Römerstraße und heutige Bundesstraße 10, führt übers Lange Feld nach Stuttgart-Stammheim, entlang der JVA Stammheim nach Kornwestheim und von hier als asphaltierter Feldweg nach Ludwigsburg, wo sie durch den 1844 begonnenen Bau der württembergischen „Nordbahn“ von Stuttgart nach Heilbronn unterbrochen wurde.

## Geschichte

### Allee für Herzog und Hofstaat
Herzog Carl Eugen ließ die Solitude-Allee von 1764 bis 1768 als direkte Verbindungsachse vom Residenzschloss Ludwigsburg zum Schloss Solitude erbauen und für den Hofstaat reservieren. Dem gemeinen Volk war das Betreten der Straße bei Strafe verboten. So galt die verkehrsgeographisch unnütze Straße als Symbol für absolutistische Herrscherwillkür, bevor sie wenigstens für die Landesvermessung einen Nutzen bot.

### Basis für die Landesvermessung
Am 25. Mai 1818 ordnete König Wilhelm I. per Dekret an das Finanzministerium die erste Landvermessung im Königreich Württemberg an. Am 18. September 1820 begann der zur Leitung des Unterfangens berufene Naturwissenschaftler Johann Gottlieb Friedrich von Bohnenberger in Anwesenheit „Seiner Majestät“ mit der Vermessung der Solitude-Allee, die er wegen ihrer Geradlinigkeit als Hauptbasis für die Triangulation ausgewählt hatte. Der Startpunkt der Basislinie war zentral im Schloss Solitude, wo heute eine Gedenktafel angebracht ist (siehe Abb.). Am Endpunkt vor der damaligen Stadtgrenze von Ludwigsburg ließ Bohnenberger eine hölzerne Pyramide errichten, von der aus man die nötige Aussicht hatte. An deren ehemaligem Standort, an der Einmündung der Köhlstraße in die Solitude-Allee, steht heute ein Gedenkstein mit der Aufschrift „Württembergische Landesvermessung 1820 – Basis Solitude-Ludwigsburg – Länge 13032,14 m – Endpunkt in der Straßenachse“.  Die ermittelte Basis-Länge von 40.118,718 Pariser Fuß (1 Pariser Fuß = 0,32484 Meter) wurde mit der bayerischen Grundlinie bei München abgeglichen. Der Unterschied betrug nur 0,182 Pariser Fuß (0,059 m).

### Messverfahren und Werkzeuge

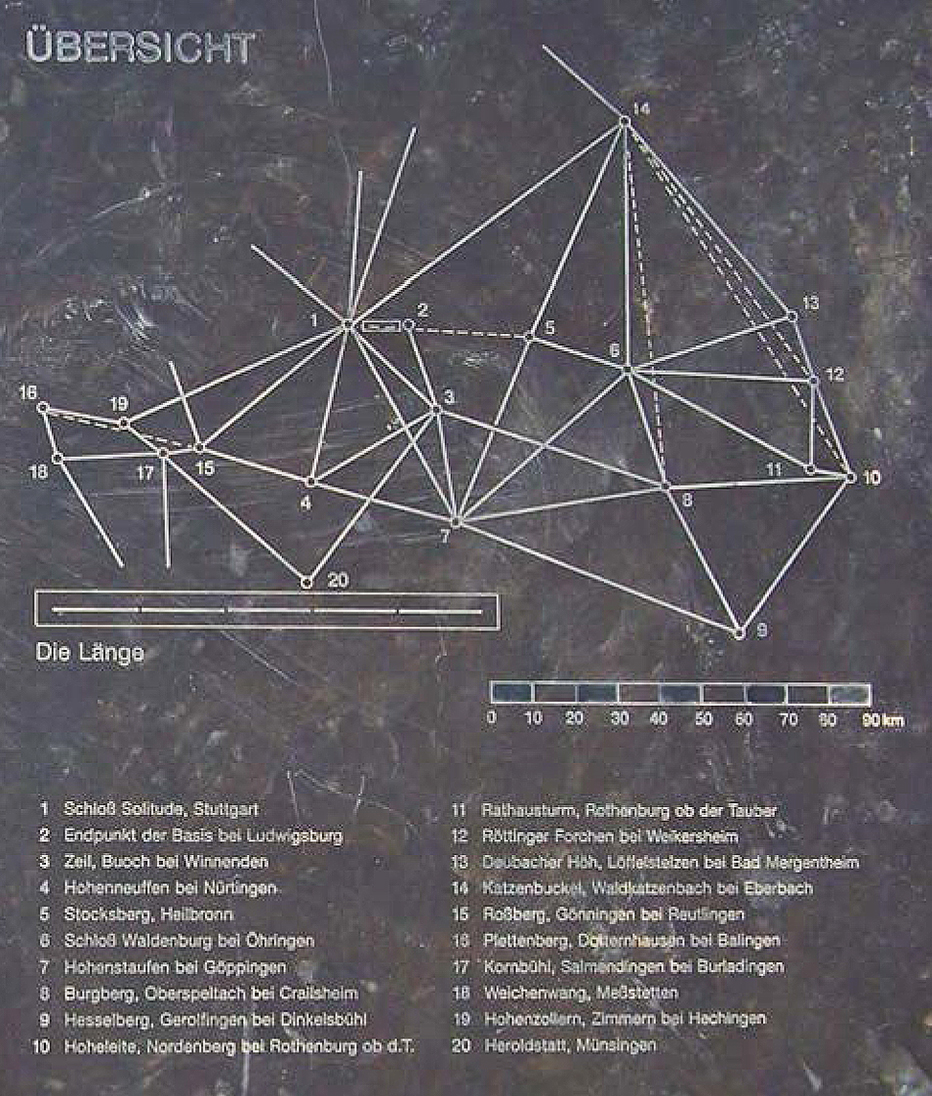
Info-Tafel im Garten der Triangulation an der Solitude-Allee

Im Württembergischen Jahrbuch von 1822 erklärte Bohnenberger, warum man eine gerade und exakt vermessene Grundlinie braucht, um auf dieser Grundlage die Landesvermessung durchführen zu können. Denkt man sich nämlich von den Endpunkten dieser Grundlinie aus Geraden hin zu einem dritten Punkt, müsse man lediglich „bey der großen Vollkommenheit der Reichenbachischen Winkelmesser mit einer Genauigkeit, welche die der unmittelbaren Messung … übertrifft“, die Winkel des Dreiecks messen, um daraus die beiden Linien präzise errechnen zu können. Voraussetzung ist, dass man von jedem Punkt aus die beiden anderen sieht. Jede dieser genau berechneten Linien ist nun wieder Grundlinie für ein weiteres Dreieck, so dass schließlich das ganze zu vermessende Land von einem „trigonometrischen Netz“ überzogen wird. Mit dem Sinussatz lassen sich die fehlenden Seiten des Dreiecks berechnen.
Karl Koch vom Landesvermessungsamt Baden-Württemberg, der in einem Aufsatz das vermutlich aus der Feder des Vermessungscommissärs Major von Gasser stammende Originaltagebuch vorstellte, beschrieb das Vorgehen der Geometer:
„Der Basismessungsapparat wurde von Mechaniker Butzengeiger in Tübingen … gefertigt, … Der Apparat bestand aus fünf eisernen Meßstangen, einem Meßkeil, einer Libelle mit Gradbogen, einer Messungsbrücke und einem Senkel. Die Meßstangen waren jede 12 Pariser Fuß (ca. 3,9 m) lang, 16 kg schwer, auf 13° Réaumur geeicht und mit Holz verkleidet, so daß nur die Enden der eisernen Stangen herausragten. Jede Meßstange war mit einem Thermometer versehen … Die Messung erfolgte nicht in der horizontalen Lage der Stangen; vielmehr wurde die Neigung mittels einer Libelle mit Gradbogen ermittelt und beim Meßergebnis berücksichtigt. Auch wurde die Messung selbst nicht auf dem Gelände durchgeführt, sondern auf einer Messungsbrücke, die aus sechs Holzböcken bestand, jeder ca. 85 cm hoch und 85 cm breit… Am 18. September 1820 wurde der Basismessungsapparat von Tübingen nach Schloß Solitude gebracht… Die vom Militär gestellten Sappeurs waren zum Aufbau der Messungsbrücke, zum Abbau derselben und Weitertransport der Böcke sowie zum Stangentragen usw. eingesetzt.“
Jeder Tag der Arbeiten wurde im Tagebuch protokolliert; als Beispiel der Eintrag vom 11. Oktober 1820:
„Wurde mit der 611ten Lage zu messen angefangen. Mittags besuchten Sr. Königl. Majestät die Messung, ließen sich, indem Sr. Majestät sich geraume Zeit aufhielten, die Manipulation zeigen, und blieben biß man bey der 630ten Lage 5ten Stange einen Pflock mit einem Punkt bezeichnete. Abends wurde die Messung mit der 647ten Lage 5ten Stange beschlossen.“

## Garten der Triangulation
Als Ausgleichsmaßnahme für den flächenintensiven Bau ihres neuen Container-Umschlagbahnhofs ließ die Deutsche Bahn AG 1998 einen vom Landesvermessungsamt Baden-Württemberg konzipierten Garten der Triangulation anlegen. Auf dessen westlich vom Bahnhof an der Solitude-Allee gelegenen Fläche wird ein Teil des historischen Dreiecknetzes der 1818 bis 1840 erfolgten Landesvermessung in einem maßstabsgetreuen Modell wiedergegeben.
Die Solitude-Allee als Grundlinie des ersten Dreiecks wird im Modell durch eine Sitzbank betont. Steinsäulen markieren die Eckpunkte des Hauptdreiecksnetzes. Die Gesteinsarten der Säulen entsprechen der Geologie des jeweiligen Ortes. In den Boden eingelassene Eisenbahnschienen zeichnen die Visierlinien zwischen den Eckpunkten nach.
Anlässlich des 200. Jahrestages des Beginns der Landesvermessung in Württemberg wurde 2018 ein Mystery-Cache am Garten der Triangulation gelegt.